# El Pilar (Simón Bolívar)
Pour les articles homonymes, voir El Pilar et Pilar.
El Pilar est l'une des six paroisses civiles de la municipalité de Simón Bolívar dans l'État d'Anzoátegui au Venezuela. Sa capitale est El Pilar.

## Géographie

### Démographie
Hormis sa capitale El Pilar, la paroisse civile possède plusieurs localités, dont :
- Cerro Blanco (partagé avec Caigua)
- El Guárico
- El Pilar
- Guarimata
- La Calería
- Palosanal
- Quebrada Honda